# فرنسيس إم. كاربنتر
فرنسيس إم. كاربنتر هو سياسي أمريكي، ولد في 10 يوليو 1834، وتوفي في 12 مايو 1919. نشط حزبياً في الحزب الجمهوري. وقد انتخب عضو مجلس ولاية نيويورك ‏.